# Pixinguinha
Alfredo da Rocha Vianna Filho, conhecido como Pixinguinha (Rio de Janeiro, 4 de maio de 1897 — Rio de Janeiro, 17 de fevereiro de 1973), foi um compositor, arranjador, maestro, professor, flautista e saxofonista brasileiro.
Pixinguinha compôs música popular, principalmente dentro do gênero musical conhecido como choro. Ele compôs dezenas de choros, incluindo algumas das obras mais conhecidas do gênero, como Carinhoso, Glória, Lamentos e Um a Zero, mas sua obra é larga, abrangendo quase todos os gêneros mais populares de sua época. 
Ao integrar a música dos antigos compositores de choro do século XIX com harmonias contemporâneas semelhantes às do jazz, de ritmos afro-brasileiros e de arranjos sofisticados, ele apresentou o choro a um novo público e ajudou a popularizá-lo como um gênero tipicamente brasileiro. 
Pixinguinha também foi um dos primeiros músicos e compositores brasileiros a tirar proveito da tecnologia de transmissão de rádio e gravação em estúdio. Durante a primeira parte de sua carreira foi um inovador, fazendo grande sucesso mas também desencadeando polêmicas pelas novidades que introduziu. Depois ficou mais identificado com a memória musical do país e com tradições do passado. Hoje é um consenso considerá-lo um músico genial, um dos maiores nomes da história da música popular brasileira. 

## Carreira

### Juventude
Nascido no Rio de Janeiro em 4 de maio de 1897, Pixinguinha era filho de Raimunda Maria da Conceição e Alfredo da Rocha Vianna, funcionário dos Telégrafos e flautista amador, que fez parte de um grupo de burocratas e músicos que sistematizou e divulgou a linguagem do choro na virada do século XIX para o XX. Teve treze irmãos. O pai mantinha uma grande coleção de partituras de choro mais antigas, incluindo originais de Joaquim Antônio Callado, considerado o "patrono dos chorões", e organizava frequentes reuniões musicais em sua casa, das quais participavam músicos como Irineu de Almeida, o "Irineu Batina", Cândido Pereira da Silva, o "Candinho Trombone", Viriato Ferreira, Villa-Lobos e Joaquim Francisco dos Santos, o "Quincas Laranjeiras".
Pixinguinha foi iniciado no cavaquinho pelos irmãos Léo e Henrique, e tinha uma flauta rudimentar de lata com que tirava músicas de ouvido. Talento precoce, com 11 anos já acompanhava o pai e começava a compor. Desta época é o seu primeiro choro, Lata de leite. Teve aulas particulares de teoria musical com César Borges Leitão, que usava como base o manual didático publicado por Francisco Manuel da Silva, que havia sido aluno do padre José Maurício, e com ele também aprendeu a tocar bombardino, mas logo se tornou aluno de Irineu de Almeida, com quem desenvolveu as habilidades de leitura e escrita de partituras e se aperfeiçoou na flauta.

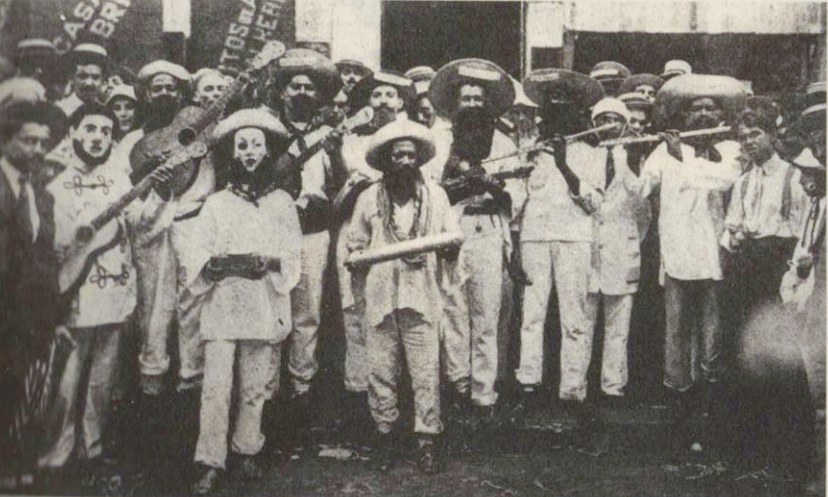
Grupo do Caxangá em 1914

Irineu o levava para tocar em festas e o integrou ao seu conjunto Choro Carioca, e com eles em 1910 Pixinguinha fez as suas primeiras gravações, para a Favorite Records, gravando o tango 'São João debaixo d'água e o xote Salve a princesa de cristal, de Irineu de Almeida. Voltaria a gravar com o Choro Carioca em 1911, já para a Casa Faulhaber, um repertório composto principalmente de polcas, onde já demonstra seu virtuosismo na flauta. Em 1912 começou a se apresentar em cabarés no bairro carioca da Lapa, assumiu a direção da orquestra Paladinos Japoneses e entrou para o Trio Suburbano. Tornou-se então flautista da orquestra do Cine-Teatro Rio Branco, visto que os filmes mudos da época eram muitas vezes acompanhados de música ao vivo. No ano seguinte participou da revista Chegou o Neves, fazendo sucesso por sua capacidade de improvisação. Em 1914 apareceu sua primeira obra publicada, a polca Dominante, editada pela Casa Carlos Wehrs e gravada pela Odeon no ano seguinte.
Ainda em 1914 juntou-se aos amigos João Pernambuco e Donga para fundar o Grupo do Caxangá, que tinha 19 membros, um repertório variado que englobava músicas modernas e tradicionais, urbanas e rurais, e atuou em cinco carnavais antes de se dissolver em 1919. O grupo usava roupas típicas do sertão nordestino, buscando aproveitar a popularidade do cangaceiro Antônio Silvino e da temática nordestina naquela época. O nome foi inspirado pelo grande sucesso da música Cabocla de Caxangá. Nesta época começou a compor sambas em parceria com seu irmão Otávio, o "China", iniciando uma rivalidade com o sambista José Barbosa da Silva, o "Sinhô". Em 1917 formou o Grupo do Pixinguinha, gravando dois maxixes e um tango.

### Oito Batutas

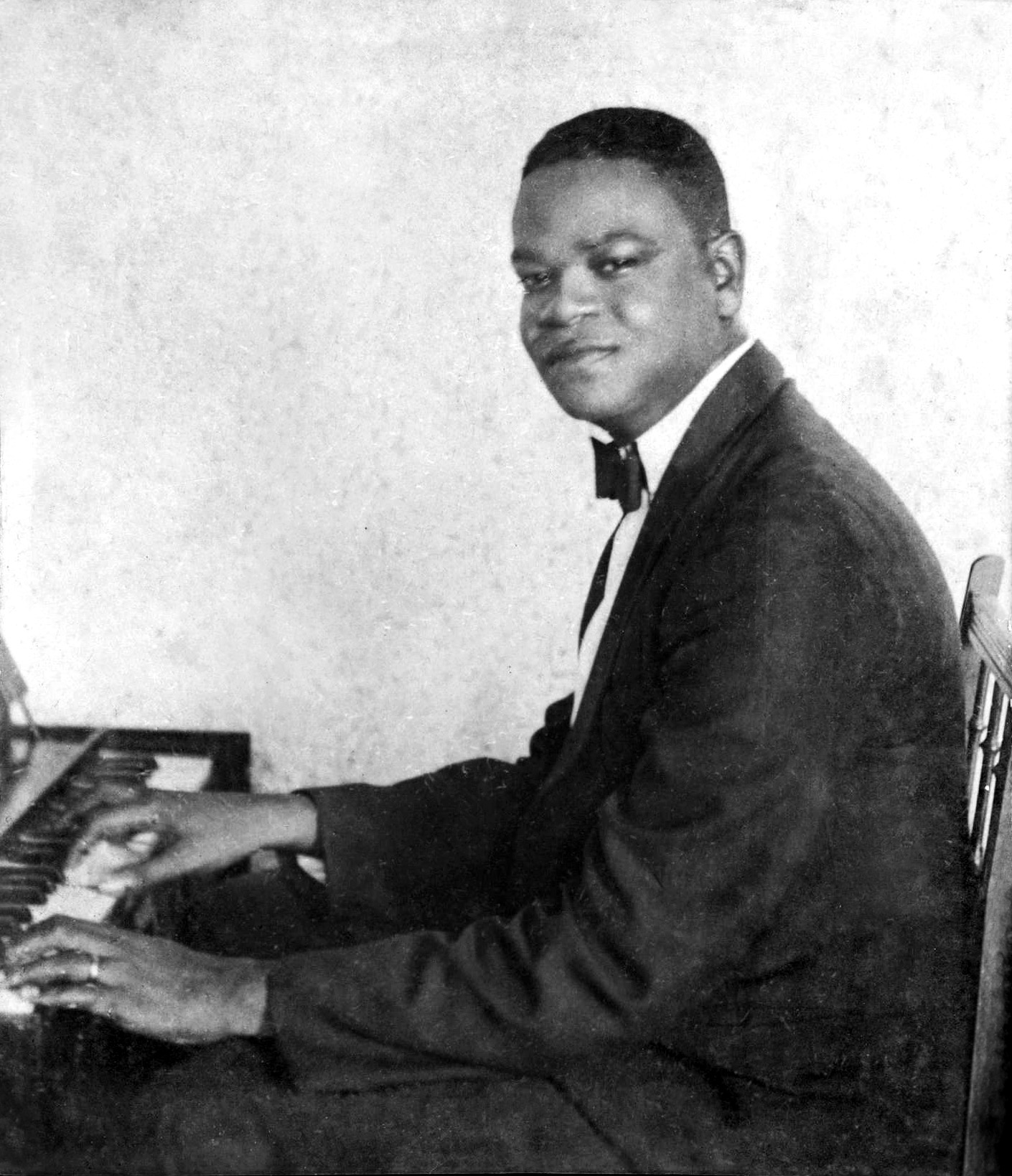
Pixinguinha quando jovem

Em 1919, juntamente com seu irmão China, Donga, João Pernambuco e outros músicos proeminentes, remanescentes do Grupo do Caxangá, formou o grupo Oito Batutas, criado a pedido de Isaac Frankel, gerente do Cine Palais, para tocar na sala de espera do cinema e atrair público. Estreando em 7 de abril, a formação instrumental era a princípio bastante tradicional, dominada por uma seção rítmica de cordas dedilhadas: Pixinguinha na flauta, além de violões, cavaquinho, banjo e percussão manual. Apresentando-se no saguão do cinema Cine Palais, os Oito Batutas logo se tornaram uma atração mais popular do que os próprios filmes. Seu repertório era diversificado, abrangendo música folclórica do nordeste do Brasil, sambas, maxixes, valsas, polcas e "tangos brasileiros" (o termo "choro" ainda não estava estabelecido como gênero). O grupo apelou especialmente para os desejos nacionalistas dos brasileiros de classe alta que ansiavam por uma tradição musical exclusivamente brasileira, livre de influências estrangeiras. Os Oito Batutas se tornaram uma sensação, embora tenham gerado alguma polêmica, irritando parte da elite branca do Rio de Janeiro que não gostava de homens negros se apresentando em casas de espetáculos. Não eram todos negros, mas a presença de alguns foi o bastante. A despeito das críticas racistas, o grupo tocou na recepção para o rei Alberto I da Bélgica, foi admirado por personalidades como Gilberto Freyre, Sérgio Buarque de Holanda, Rui Barbosa, Irineu Marinho, Menotti del Picchia e Pinheiro Machado, e inspirou a criação de diversos conjuntos "sertanejos" ao longo da década de 1920, os quais, segundo Virgínia Bessa, "desempenharam papel importantíssimo na criação e divulgação da música nacional".

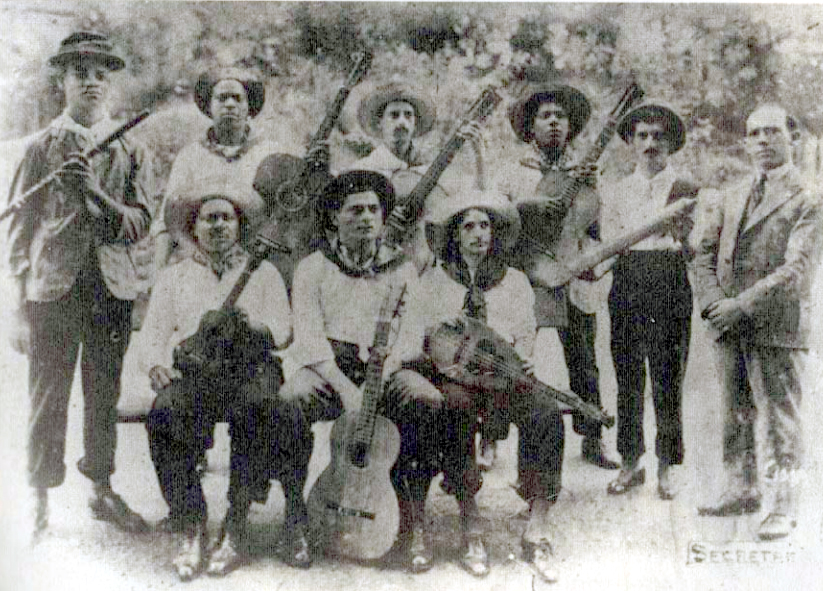
Os Batutas em 1921. Da esquerda para a direita, na fila de baixo: Nelson Alves (cavaquinho), João Pernambuco (violão), Luís de Oliveira, (bandola). Na fila de cima: Pixinguinha (flauta), Donga (violão), Raul Palmieri (violão), China (violão e voz), Jacob Palmieri (ganzá), José Alves (o "secretário", único sem traje típico).

Em 1919 foram contatados pelos milionários Arnaldo Guinle e seu irmão Carlos Guinle, que patrocinaram duas turnês entre o fim de 1919 e meados de 1921, passando por diversas cidades na Bahia, São Paulo, Paraná, Minas Gerais e Pernambuco, que projetaram os Batutas nacionalmente, recebendo elogios entusiásticos na imprensa pelo seu apelo à brasilidade, anunciando seus programas como "um repertório em que palpitam as tradições brasileiras", "tradutoras da nossa alma simples e de costumes que vão desaparecendo". Os mecenas incumbiram os músicos de, ao mesmo tempo, coletar material folclórico para a publicação de uma antologia de música popular, que acabou não aparecendo.
Em janeiro de 1922, durante uma temporada no cabaré Assírio, os Batutas entraram em contato com Antônio Lopes de Amorim Diniz, o "Duque", o principal divulgador do maxixe no exterior, e então diretor artístico do cabaré parisiense Schéhérazade. Por seu convite, e com patrocínio de Arnaldo Guinle, iniciaram ainda em janeiro sua primeira turnê europeia. A ideia de negros representarem o Brasil no exterior gerou escândalo entre parte da elite, e pouco antes de partirem, Benjamin Constant, que já os defendera antes, condenou na imprensa os ataques racistas que sofreram ao aparecer, e que continuavam, e disse:
"A guerra que lhes fizeram foi atroz. Como os músicos eram bons, batutas de verdade, violeiros e cantadores magníficos; como a flauta de Pixinguinha fosse melhor do que qualquer flauta por aí saída com dez diplomas de dez institutos — começaram os despeitados a alegar a cor dos Oito Batutas, na maioria pretos. Segundo os descontentes, era uma desmoralização para o Brasil, ter na principal artéria de sua capital uma orquestra de negros! Que iria pensar de nós o estrangeiro? Os Oito Batutas não desmoralizarão o Brasil na Europa. Ao contrário. Levarão dentro de seus violões toda a alma cantante do Brasil. Levarão o Brasil tal qual ele é no seu sentimento e na sua beleza. Levarão verdadeira música brasileira, essa que ainda não foi contaminada pelas influências alheias e que vibra e que sofre e que geme por si, cantando luares do sertão e olhos de caboclas".
A maior parte da historiografia da década de 1970 em diante transformou a polêmica em um cavalo de batalha para construir uma narrativa épica em torno dos Batutas, mas uma pesquisa sistemática de Izomar Lacerda na imprensa da época sugere que o "escândalo" foi bem menor do que o que foi reconstruído, encontrando que a grande maioria das manifestações era favorável ao grupo, num momento em que os repertórios brasileiros eram valorizados cultural e politicamente como parte de um movimento de construção de uma ideia de identidade nacional. Além disso, a pesquisa mostrou que não era apenas a negritude dos músicos a fonte de críticas, mas também o fato de que alguns grupos da elite preferiam ouvir nos teatros e cinemas música de influência europeia em vez de música popular brasileira, associada à classe baixa.
Em Paris atuaram de fevereiro a junho no Schéhérazade e em diversas outras casas noturnas da capital francesa, além de tocarem em recepções e jantares, incluindo uma festa organizada pelo embaixador Souza Dantas. Entraram em contato com orquestras negras e grupos de jazz norte-americanos, e incorporaram em seu repertório algumas peças em estilo foxtrote, shimmy e ragtime, além de adotarem o saxofone, tocado por Pixinguinha, o banjo e a bateria. A mudança ocorreu também no seu visual, abandonando os trajes sertanejos usados até então e passando usar ternos ou smokings, e no nome, quando passam a se chamar Jazz Band Os Batutas, mas tem sido objeto de debate até que ponto essa influência foi importante para eles e para a proposta nacionalista que praticavam. O conjunto recebeu muitos elogios na imprensa francesa e foi um sucesso de público, mas em algumas notícias transparece que pelo menos parte da crítica os via como curiosidades exóticas, apenas mais uma entre as muitas que circulavam na cidade. Mais importante do que a repercussão da sua atuação na França propriamente dita, foi o impacto que a imagem da sua apresentação na capital cultural do Ocidente teve sobre o público brasileiro da época e também sobre a historiografia posterior, que tenderam a entendê-la como um triunfo da música brasileira. De qualquer modo, a turnê francesa acrescentou respeitabilidade para os Batutas e auxiliou na sua efetiva profissionalização. Segundo disse Pixinguinha, "após o sucesso na Europa, a nossa música começou a ser aceita e começamos a receber convites para trabalhar".

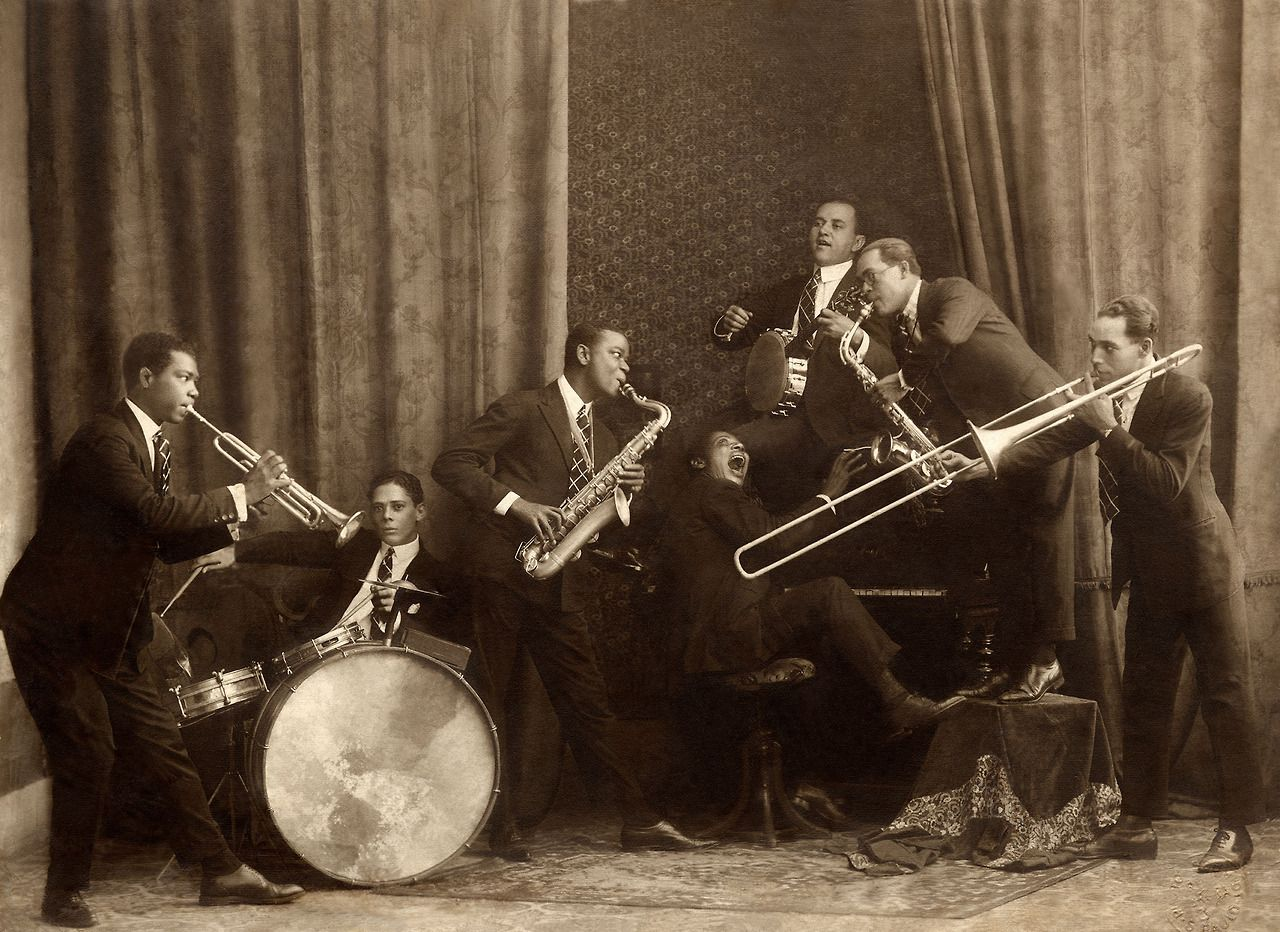
Os Batutas em 1923

Entretanto, a influência do jazz não passaria despercebida no Brasil, e não agradaria aqueles que os queriam manter como um ícone da brasilidade. Hoje essas novidades, assimiladas por outros grupos da época e expressas mais adiante também nos inúmeros arranjos que Pixinguinha iria elaborar para obras suas e de outros, são percebidas como fundamentais para uma renovação no campo da música popular e para a conformação do que veio a ser identificado como a "verdadeira" identidade da música brasileira, pois apesar das mudanças, permanecia forte a ligação com a tradição. Essa renovação era desejada inclusive por parte influente da oficialidade, primeiro através de intelectuais ligados ao modernismo, e depois através da orientação do governo de Getúlio Vargas. Segundo Domingos Neto & Oliveira, "Pixinguinha participou, ao seu modo, talvez sem plena consciência das dimensões de seu papel, da discussão sobre o que constituiria a cultura brasileira; ajudou a criar uma linguagem musical renovada através de suas composições, interpretações e numerosos arranjos orquestrais".
Ao retornarem ao Brasil em agosto de 1922, o primeiro contrato dos Batutas foi com a companhia francesa de teatro de revista do Ba-ta-clan, tornando-se uma das principais atrações do espetáculo V'la Paris, com um repertório que haviam apresentado na França. Tocaram nas comemorações do Centenário da Independência, participaram da primeira transmissão radiofônica do Brasil, e voltaram a se apresentar no cabaré Assírio. No ano seguinte fizeram uma turnê pela Argentina, tocando em Mar del Plata, Mendoza, Rosário, Córdoba, Rio Cuarto e Buenos Aires, onde gravaram 12 discos para a RCA Victor com repertório integralmente brasileiro. Porém, durante a viagem surgiram atritos internos e o grupo se fragmentou, mas na volta para o Rio se reuniram, formando a Bi-Orquestra Oito Batutas, com um repertório de jazz e músicas brasileiras. Os Batutas não foram a primeira banda de jazz do Brasil, mas incentivaram a proliferação de outros grupos. As notícias de 1924 e 1925 são poucas e parece que permanecia alguma tensão interna no grupo, mas fizeram algumas viagens para São Paulo e Santos. Em 1927 não há notícias deles na imprensa carioca, mas fizeram uma turnê pelo sul do Brasil, tocando em várias cidades do Paraná, Santa Catarina e Rio Grande do Sul, com boa receptividade. Em 1928 voltaram a tocar no cabaré Assírio e gravaram mais um disco, mas o grupo já estava reestruturado com outros integrantes. Os Batutas marcaram época e já deram origem a vários estudos.

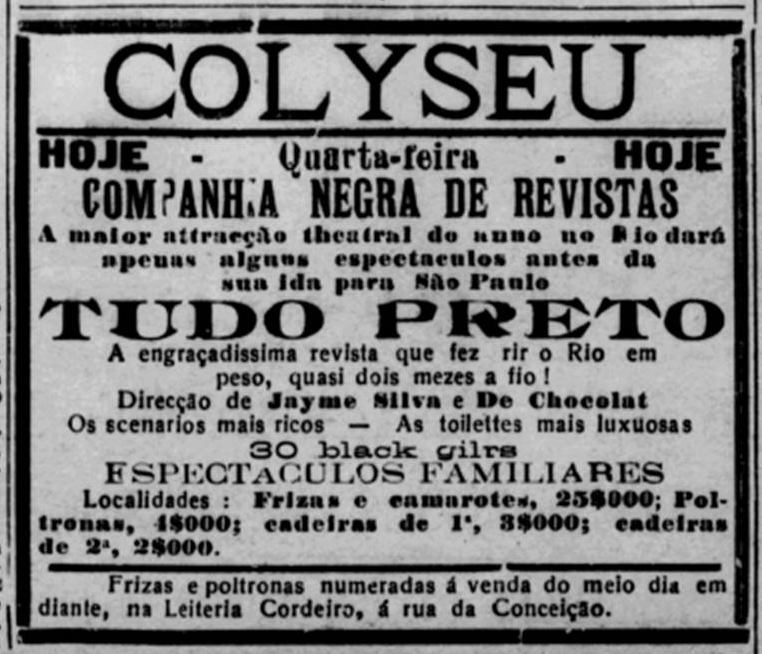
Publicidade da revista Tudo preto

Nesta década Pixinguinha também atuou com destaque como flautista na Companhia Negra de Revistas, que estreou em 31 de julho de 1926 com o espetáculo Tudo preto, mas pouco depois deixou a companhia e entrou para a Ba-ta-clan Preta, onde também permaneceu pouco tempo, mas casou com uma das suas integrantes, Albertina Nunes Pereira, conhecida artisticamente como Jandira Aymoré. Ambas as companhias negras receberam muitas críticas racistas e não tiveram vida longa. Essa oposição fez com que Pixinguinha e outros músicos negros se retraíssem de suas incursões no teatro e nos ritmos modernos e internacionais e voltassem a se concentrar sobre um repertório mais tipicamente associado ao Brasil tradicional, encontrando mais abertura no rádio e nas gravações.
Até o fim da década Pixinguinha atuou independentemente em casas noturnas, assinou a partitura da revista Não te esqueças de mim, participou de um conjunto estável do cabaré Eldorado e atuou como flautista e maestro em algumas rádios cariocas. Em 1928, ano particularmente produtivo, assinou contrato com a Odeon para ser arranjador, compositor e instrumentista, gravou 30 discos com diversos conjuntos, e fundou a Orquestra Típica Pixinguinha-Donga.

### Orquestra Victor Brasileira
Em 1929 Pixinguinha foi contratado pela RCA Victor para reger a Orquestra Victor Brasileira e, durante sua gestão, aprimorou suas habilidades como arranjador. Era comum para os músicos de choro da época improvisar suas partes com base em uma partitura simples para piano, mas a crescente demanda por música de rádio de grandes conjuntos exigia partituras escritas para todos os instrumentos e Pixinguinha era um dos poucos compositores com essa habilidade na época. Foi nesta função que criou algumas das suas composições mais famosas, que foram popularizadas por cantores conhecidos no período, como Francisco Alves e Mário Reis.
Seu contrato dava uma remuneração substancial de 1,2 conto de réis, previa a gravação de seis músicas por ano e ainda preservava seus direitos autorais, embora a venda desses direitos usualmente fosse por preços irrisórios. Ao longo da década de 1930, além de escrever as partituras, Pixinguinha fazia novos arranjos para músicas já conhecidas, revestindo-as de sonoridades mais modernas que acompanhavam a evolução do gosto popular, e a receptividade do seu trabalho lhe valeu contratos com quase todas as gravadoras ativas no país, além de frequentemente atuar como maestro de várias orquestras e conjuntos. A própria RCA Victor mantinha mais três outras orquestras, cada uma destinada a um segmento específico, e Pixinguinha trabalhou com todas. A Orquestra Victor Brasileira se dedicava principalmente a valsas e canções lentas e a servir de acompanhamento para grandes cantores. A Orquestra Diabos do Céu tocava marchas carnavalescas e um repertório tradicional de música brasileira, composto de batuque, samba, frevo, choro, macumba, maracatu, maxixe, rumba, samba-canção, tarantela, toada e valsa. A Orquestra Típica Victor era principalmente para música instrumental, e o Grupo da Guarda Velha era carnavalesco. Em 1934 passou a trabalhar concomitantemente para a gravadora Columbia, liderando o conjunto Pixinguinha e sua Orquestra Columbia, acompanhando cantores famosos.

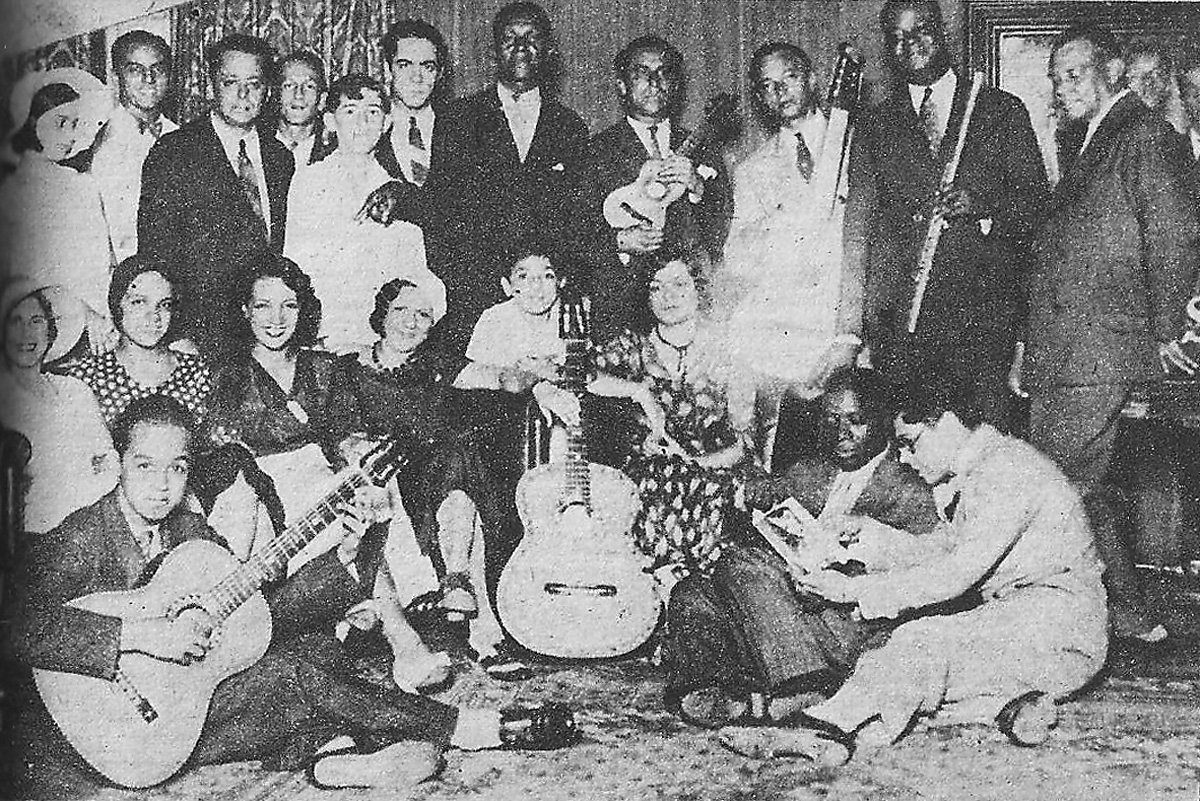
Pixinguinha, segurando a flauta, no estúdio da Rádio Mayrink Veiga, 1932

Os arranjos orquestrais de Pixinguinha para composições alheias e para suas próprias obras se caracterizam por uma grande diversidade de soluções técnicas e pela pesquisa de novas sonoridades, incorporando elementos das práticas e estilos populares e eruditos em misturas ecléticas, e às vezes exigindo técnicas aos quais os instrumentistas de orquestra não estavam habituados. Introduziu elementos raramente empregados na música popular, como cromatismos, contrapontos, arpejos e arrojadas modulações; passava com desenvoltura de arranjos singelos para orquestrações de densidade e complexidade quase sinfônica; modificou padrões estruturais e ritmos consagrados; utilizou consistentemente material melódico ou harmônico de maneira cíclica, dando mais unidade às composições; fazia citações e colagens de fragmentos de outras músicas ou introduzia material temático novo; enriqueceu a instrumentação e estabeleceu um padrão consistente de funções específicas para cada tipo de combinação de timbres; usava recursos musicais para ilustrar eventos que se desenvolviam no texto das letras; deu mais ênfase e protagonismo à percussão, e criou uma linguagem orquestral e estilística toda própria que se tornou sua marca registrada, e que o leva a ser reconhecido hoje como um grande arranjador. Suas inovações fizeram em geral muito sucesso, mas chocavam os tradicionalistas, que não economizaram duras críticas. Ao fim da década, com os gostos sempre mudando e com um maciço influxo da música norte-americana, começou a perder espaço para arranjadores de formação mais erudita, como Leo Peracchi, Lyrio Panicali e principalmente Radamés Gnattali, que emergiam como "modernos", enquanto Pixinguinha começava a ser visto como um símbolo da "velha escola".

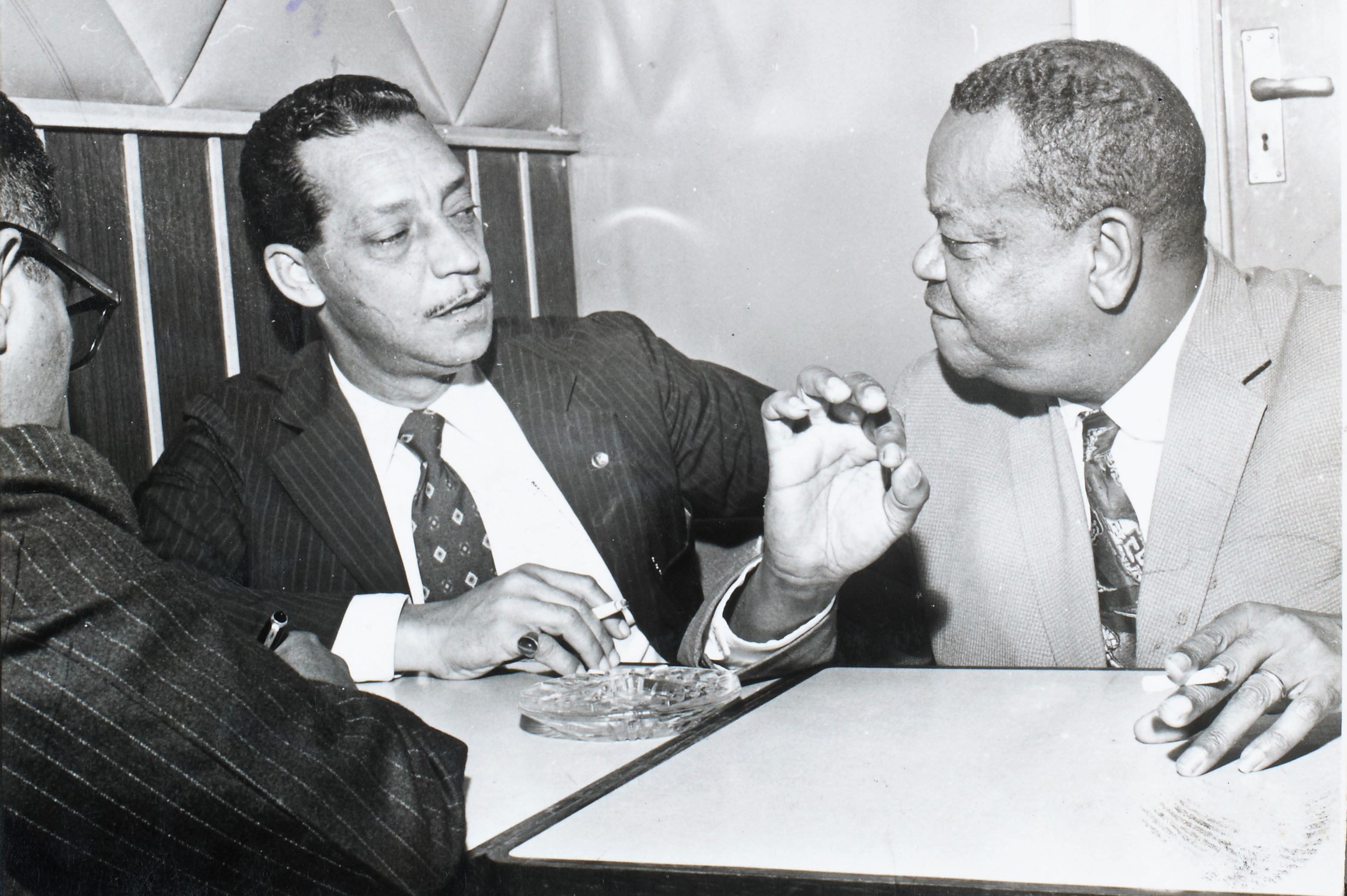
Orlando Silva e Pixinguinha

Neste meio-tempo, em 1933 obteve um emprego como funcionário público, sendo nomeado fiscal da Limpeza Urbana do Rio, e participou da criação da Banda Municipal, atuando nela por um breve período. No mesmo ano obteve certificado no curso de teoria musical do Instituto Nacional de Música, aperfeiçoando sua técnica compositiva. Em 1937 foi contratado como arranjador estável da Rádio Mayrink Veiga, e no mesmo ano, com o relançamento do seu choro Carinhoso, cantado por Orlando Silva e com um novo arranjo do próprio Pixinguinha, sua popularidade como compositor chegou ao apogeu. Em 1939 foi sucedido na posição de arranjador principal na RCA Victor pelo conhecido compositor Radamés Gnattali, e Pixinguinha passou a receber apenas trabalhos secundários, principalmente de músicas carnavalescas, numa época em que o mercado para esse gênero já estava a se reduzindo sensivelmente e os conjuntos modificavam suas práticas, dispensando arranjos escritos. Pixinguinha fez arranjos para a RCA até 1941, e para a Rádio Mayrink Veiga até 1945; tentou se adaptar aos novos tempos, mas não conseguiu vencer a concorrência, o que o levou a uma fase de dificuldades econômicas, agravadas com o custo de uma casa que havia comprado, pagando as prestações sempre com atraso. Alguns historiadores e cronistas atribuem suas dificuldades nesta época ao alcoolismo, mas é incerto se isso foi uma causa ou uma consequência dos problemas por que passava.

### Regional de Benedito Lacerda

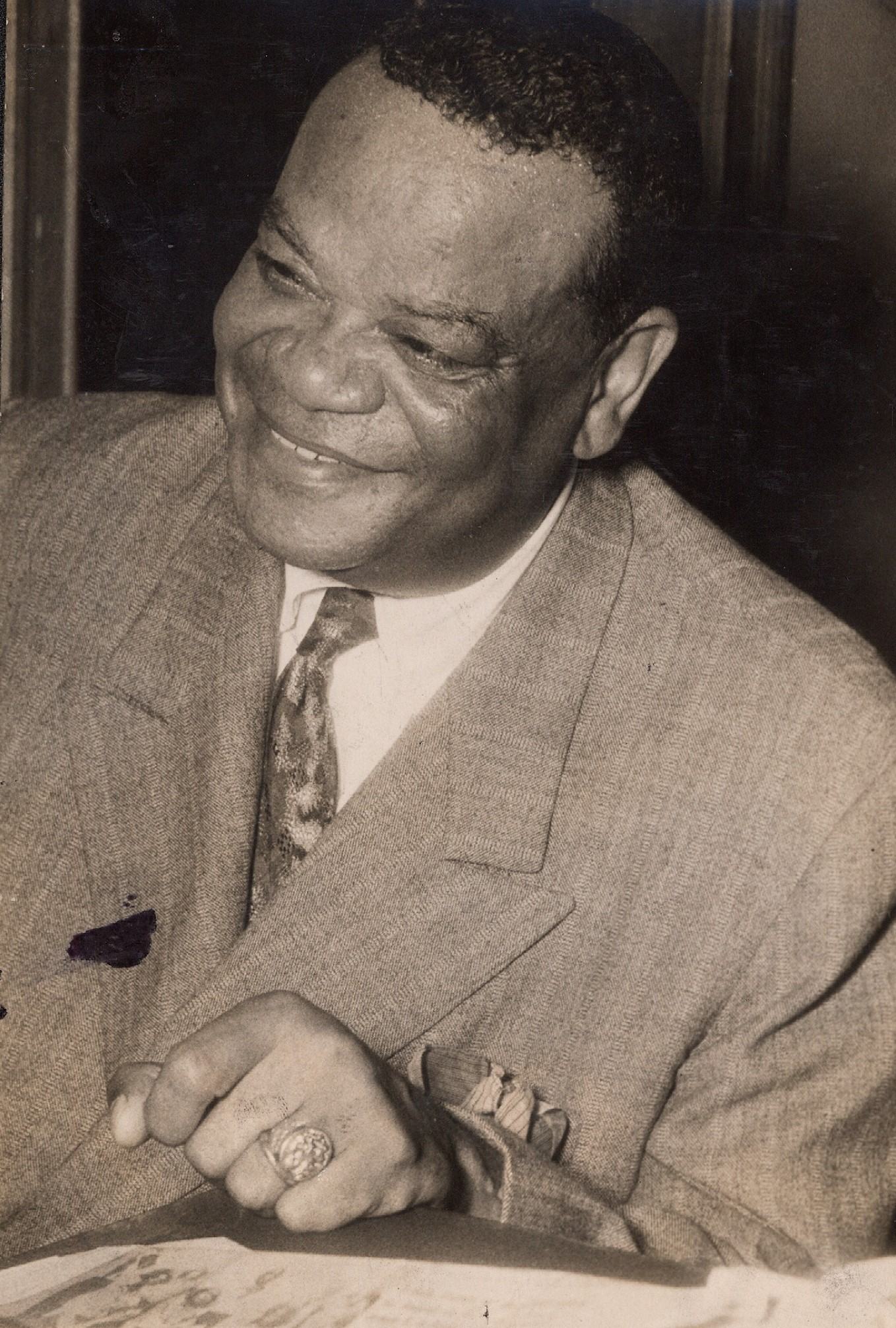
Pixinguinha em 1956

Em torno de 1942 abandonou a flauta em favor do saxofone, mas o motivo da mudança não é bem conhecido e já deu margem a muita especulação não comprovada. Pouco depois passou a integrar a banda do flautista Benedito Lacerda, onde assumiu o saxofone tenor como instrumento principal e continuou a compor músicas para o grupo. A banda de Lacerda era uma "regional", nome dado a bandas internas contratadas por emissoras de rádio para executar músicas e acompanhar cantores, muitas vezes ao vivo para uma plateia de estúdio. Ao longo da década de 1930 e 1940 as "regionais" proporcionaram emprego estável aos melhores músicos de choro da época e levaram à profissionalização da indústria fonográfica brasileira. Foi com a Regional de Benedito Lacerda que Pixinguinha iniciou outro período fértil de composições e gravações, gravando juntos 34 músicas entre 1946 e 1951 e ganhando um lugar entre os grupos mais populares do país, atuando em diversas rádios. Sua parceria com Lacerda é notável ainda pelo uso do contraponto nas composições e por documentar algumas de suas mais brilhantes performances no saxofone. Devido a problemas econômicos, e como as "regionais" caíram em desuso no final dos anos 1940, Pixinguinha teve que vender os direitos de suas composições para Benedito Lacerda, que por isso aparece como co-compositor de muitas das músicas de Pixinguinha, mesmo aquelas compostas enquanto Lacerda era um garoto. Nas gravações com Lacerda, Pixinguinha toca partes secundárias no saxofone, enquanto Lacerda toca flauta em músicas que Pixinguinha escreveu originalmente naquele instrumento.
Enquanto trabalhava com Lacerda, Pixinguinha se aproximou de Henrique Foréis Domingues, o "Almirante", que já conhecia de longa data, mas em 1946 começaram a trabalhar juntos sistematicamente, o que deu origem ao programa radiofônico Pessoal da Velha Guarda, apresentado na Rádio Tupi, com uma orquestra própria regida por Pixinguinha e arranjos discretos de sua autoria para polcas, xotes, valsas, modinhas, choros e serenatas que datavam do fim do século XIX e início do século XX, um repertório saudosista que tinha por objetivo principal resgatar uma tradição e tentar purificá-la das "deturpações" com que vinha sendo interpretada pelos contemporâneos. O programa foi um marco numa tentativa, que já se percebia em outros lugares, de se criar uma memória autêntica da música brasileira do passado como parte da definição do que seria a cultura nacional, movimento no qual Pixinguinha acabou assumindo, ainda que involuntariamente, o papel de protagonista, sendo associado ao que era "típico", "raiz" e "tradicional". Para Domingos Neto & Oliveira, "a construção da imagem de Pixinguinha como músico antigo parece atender a uma condição básica da construção da nacionalidade, ou seja, mostrar credenciais de ancestralidade. Sem remessas ao passado longínquo não haveria ideia sólida de herança cultural da nacionalidade. [...] Pixinguinha, inovador indiscutível, passou à condição de principal representante de um passado imaginado".
Em 1947 a Rádio Nacional iniciou a série Caricaturas, onde apresentava a biografia de artistas famosos em uma abordagem altamente romantizada, melodramática e sensacionalista, ao estilo das populares radionovelas, e sem grande preocupação com a veracidade das informações. Em 1948 Pixinguinha foi incluído na série, sendo caracterizado como filho de um "mau funcionário" e "mau músico", mas mesmo o biografado sendo pobre, era "risonho, bonachão e manso como todo poeta". O tratamento dado a ele foi completamente diferente do dado a Radamés Gnattali, descrito com um músico sério, diplomado, premiado, erudito e respeitável, um verdadeiro gênio perfeito que havia conquistado a fama através de uma luta heroica de trabalho incansável, enquanto o narrador dizia estar com os olhos marejados de lágrimas diante de tão sublime grandeza. Já Pixinguinha foi lembrado praticamente apenas pelo Carinhoso — que reboava ao fundo como trilha sonora em arranjo dramático — e mais algumas "lindas melodias", frutos de um talento natural herdado de seus ancestrais africanos; era, enfim, um "negrinho bom", dotado de "uma estrela bem branca", que já pertencia ao passado. A comparação desigual entre os dois foi intensamente explorada pelos biógrafos de Pixinguinha.

### Últimos anos
Em meados da década de 1950 foi promovido a professor público e passou a dar aulas de música nos colégios Vicente Licínio Cardoso e João Alfredo, onde também regeu a banda escolar. Em 1954 foi homenageado com o I Festival da Velha Guarda, em São Paulo, transmitido pela Rádio Record no dia do seu aniversário, com apresentação de Almirante e participação de grandes nomes. Em 1955 lançou o disco clássico Velha Guarda, com a participação de Donga, João da Baiana, Bide do Estácio, Almirante e outros, que foi um grande sucesso, levando à gravação de mais dois em menos de um ano: Carnaval da Velha Guarda e Festival da Velha Guarda. A mudança de gostos e a popularidade emergente do samba, do bolero, do jazz, de ritmos caribenhos e da bossa nova, levaram ao declínio do choro "regional", à medida que outros gêneros se tornaram dominantes no rádio. Essa inundação da audiência com música estrangeira acirrou o engajamento de diversos intelectuais e músicos na defesa das manifestações musicais entendidas como típicas do Brasil, e é quando se acentua a identificação de Pixinguinha com a tradição e o passado no imaginário coletivo. Pixinguinha passou a aparecer em público apenas em raras ocasiões, como nos programas de TV Noite de Choro produzidos por Jacob do Bandolim em 1955 e 1956.

Djalma Santos, Clementina de Jesus e Pixinguinha, 1968

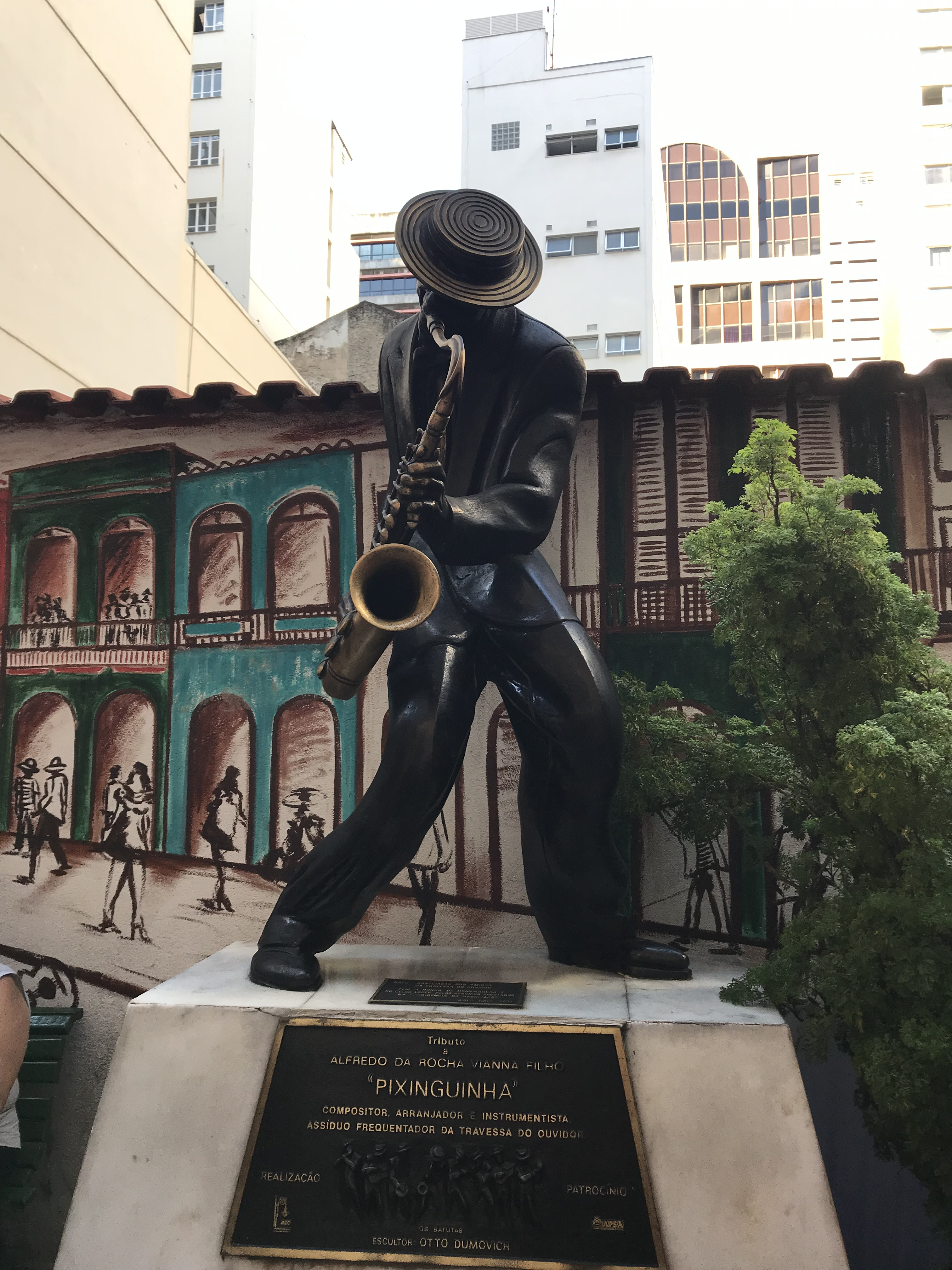
Estátua de Pixinguinha na Travessa do Ouvidor

Em 1958, ao lado de Abel Ferreira, Pedro Vieira, Orlando Silva Leite e Irani Pinto, gravou pela Sinter o LP Os cinco companheiros. Fez participações ocasionais em outros discos nesta época, apareceu em alguns festivais, e ainda mantinha um conjunto próprio, Pixinguinha e sua Banda, composto de velhos amigos, mas os músicos já não tinham o mesmo vigor. Na década de 1960, em parceria com Vinícius de Moraes, compôs algumas canções e a trilha sonora do filme Sol sobre a lama, de Alex Viany, de caráter brasilianista. Em 1967 recebeu diversas homenagens celebrando seus 70 anos, incluindo uma exposição e um concerto promovidos pelo Museu da Imagem e do Som, e em 1968 gravou o LP Gente da antiga, com Clementina de Jesus e João da Baiana. Em 1970 pôs em partitura os longos improvisos que executava para o choro Urubu, que saiu no disco Som Pixinguinha. Seus últimos arranjos foram feitos neste mesmo ano, para um disco de Fábio de Oliveira.
Sua carreira se encerrava, mas há muitos anos já havia sido reconhecido generalizadamente como o maior monumento vivo da memória musical brasileira. Na análise de Bessa, "se, por um lado, esse processo coroou o artista com os louros do reconhecimento, por outro o impediu de seguir criando, fadado a reproduzir a música de 'tempos imemoriais'."
Sua esposa morreu em 1972. Pixinguinha já estava doente com arteriosclerose e problemas cardíacos, e morreu em 17 de fevereiro de 1973, quando estava na Igreja de Nossa Senhora da Paz em Ipanema, participando de um batismo. A causa da morte foi diagnosticada como ruptura de um aneurisma da aorta abdominal. Deixou um filho adotivo, Alfredo da Rocha Vianna Neto.
Segundo Renato Roschel, "Pixinguinha considerava-se um boêmio caseiro — daqueles que vão da casa ao bar e do bar à casa — e era frequentador assíduo de alguns bares determinados. Sua boêmia ficava ainda mais brilhante e suntuosa em suas festas de aniversário — verdadeiras comemorações a ele e à música popular. Nestas festas não podiam faltar duas coisas: o uísque e uma frase que Pixinguinha sempre dizia: minha vida foi sempre bem vivida na boêmia". A mesa cativa que tinha no Bar Gouveia, na Travessa do Ouvidor, foi marcada com seu nome gravado em ouro. Ao morrer, apenas cerca de um terço da sua produção tinha chegado ao conhecimento do público. Desde 2000 seu acervo pessoal, incluindo documentos, partituras, troféus, fotos e roupas, se encontra sob a guarda do Instituto Moreira Salles.

## Legado
Deixou uma obra vasta, cujo número ainda não foi bem computado, fala-se em geral em cerca de mil composições, ele próprio calculava ter composto cerca de duas mil, além de centenas de arranjos. Domingos Neto & Oliveira estimaram, somando composições e arranjos, cerca de quatro mil peças. Entre as mais conhecidas estão Um a zero, Segura ele, Lamentos, Sofres porque queres, Vou vivendo, Naquele tempo, Ingênuo (com Benedito Lacerda), Urubu, Rosa (com Otávio de Souza) e Página de dor (com Cândido das Neves), e sobretudo Carinhoso (com João de Barro), considerado um "hino popular" do Brasil, uma das músicas mais regravadas da história do cancioneiro nacional, e segundo Luciana Andrzejewski, especialista em história e memória social, é a mais lembrada canção brasileira de todos os tempos. Muitas obras suas se tornaram referências na música brasileira.

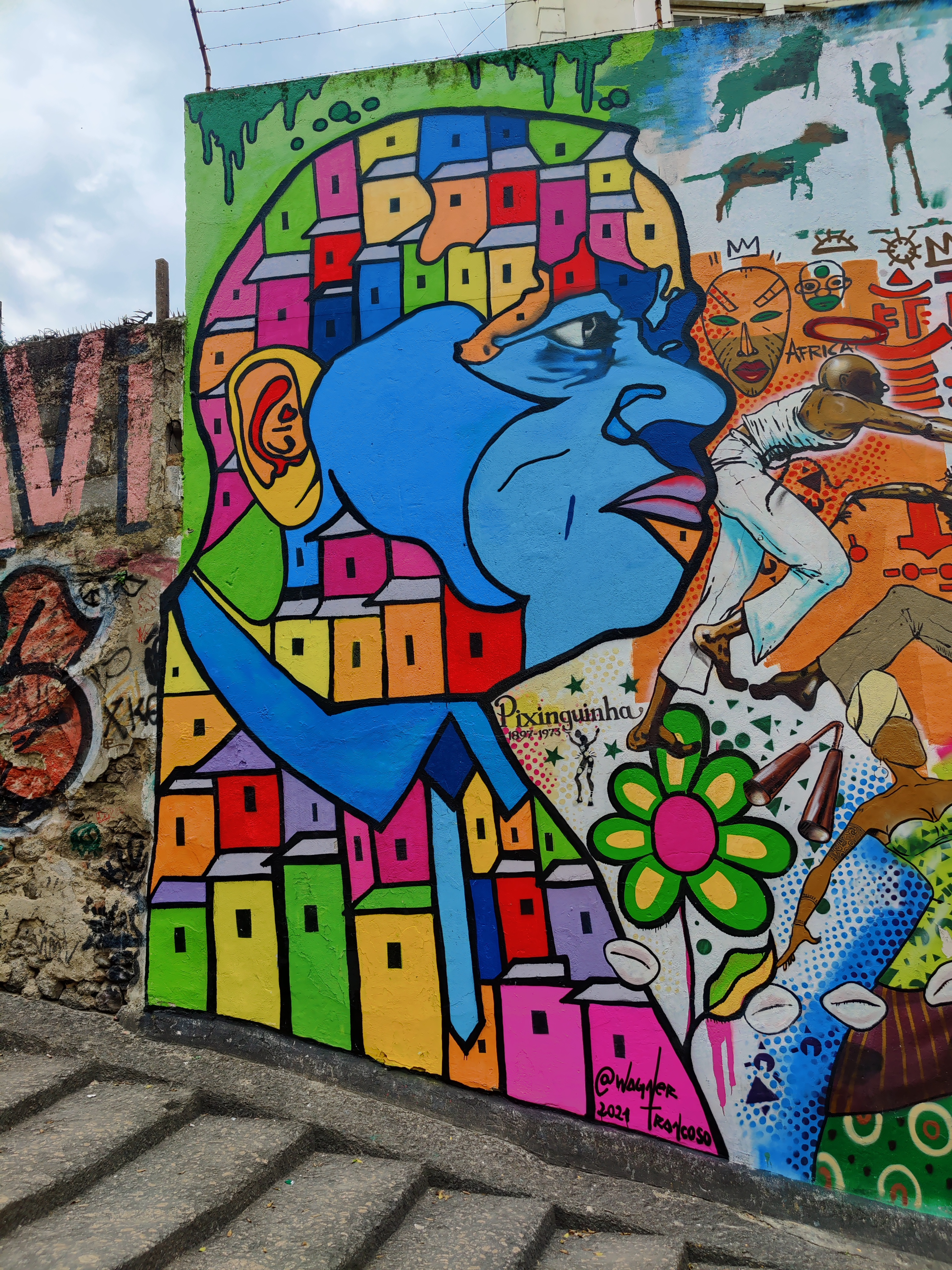
Grafito de Pixinguinha na Pedra do Sal, no Rio de Janeiro

Pixinguinha foi um caso raro entre os músicos populares de sua geração pela amplitude de suas atividades: compositor, instrumentista, arranjador, maestro e professor, além de ser um dos poucos que sabiam ler e escrever partituras. Atuou com destaque nas rádios, lutou pela profissionalização dos músicos, foi um grande divulgador da música brasileira, e ao contrário da impressão popular que o vincula principalmente ao choro, praticou quase todos os gêneros mais populares de seu tempo e os renovou através de sua inventividade, seus arranjos originais e sua absorção de influências do jazz e outros ritmos internacionais. Para Moreira Júnior & Borém, "a postura aberta de Pixinguinha em relação ao contato com outras culturas permitiu que ele absorvesse e incorporasse elementos que contribuíram na formação de seu estilo musical maduro e eclético". Seus arranjos têm chamado a atenção da crítica pela sua sofisticação, pelas suas qualidades inovadoras e pelo papel central que desempenharam na articulação de uma nova concepção para o arranjo brasileiro. Segundo seu biógrafo Sérgio Cabral, Pixinguinha "abrasileirou as orquestrações de forma tão nítida e radical que se pode dizer, sem qualquer medo de errar, que foi ele o grande pioneiro da orquestração para a música popular brasileira". Apesar da significativa bibliografia crítica que sua obra já suscitou, ainda há aspectos que precisam mais aprofundamento, como por exemplo a influência do contexto social em sua produção e as bases políticas e ideológicas dos conceitos sobre identidade brasileira e nacionalismo musical, aos quais sua fama permanece ligada, não há um catálogo crítico de suas obras, e o debate sobre a extensão da influência do jazz em sua produção ainda está aberto. Muitas peças permanecem inéditas.
Sua obra continua apreciada e é um consenso considerá-lo um dos grandes vultos da música popular brasileira, sendo poucos os músicos que gozam de tanto prestígio quanto ele e receberam tantas homenagens. Na opinião do compositor e professor Livio Tragtenberg "ele foi um dos fundadores do que a gente conhece como música popular brasileira urbana. Pixinguinha teve um papel formador na musicalidade brasileira". Para o professor Alberto Ikeda, foi um "exemplo completo de músico", e "o maior legado de Pixinguinha para a cultura brasileira é a sua imagem, a personalidade referencial do músico popular, completo, genial". Foi um dos primeiros sambistas, seu trabalho foi fundamental para que o choro assumisse sua feição clássica, e foi uma figura importante para a consolidação do carnaval carioca. Os Oito Batutas foi o primeiro grupo popular brasileiro a ganhar reconhecimento no exterior.
Sua obra encantou o país mas, no entanto, não fez escola nem seguidores diretos. Para Luís Antônio Giron, ele "foi um melodista extraordinário, capaz de somar ao ambiente tonal do choro as modulações do jazz e da música erudita. Com orquestrador, ouviu a intuição. Não teve condições de progredir ou de estudar teoria musical. Ainda assim obteve resultados importantes para o arranjo tipicamente brasileiro. [...] A arte do contraponto não escrito do Pixinguinha improvisador não tem similar em toda a música popular. O material contrapontístico e melódico do compositor teria gerado sucessores. No entanto, a envergadura artística e a longevidade do músico não permitiram a construção de uma escola 'pixinguiniana'. Como certas árvores, os grandes talentos criam em torno de si uma área de esterilidade. O fio da sua meada se extraviou no decorrer da história, sem que ninguém quisesse apanhá-lo".

## A construção do ícone
Desde a década de 1930 uma grande rede de intelectuais, músicos, políticos, jornalistas, pesquisadores, representantes de instituições e espaços culturais influentes e outros agentes, se empenhou em monumentalizar a imagem de Pixinguinha, e com particular ênfase entre as décadas de 1960 e 1980, quando foram sacramentados a elevada opinião que geralmente dele se tem até hoje e seu lugar de um dos maiores protagonistas na consolidação da música popular brasileira, um esforço que exerceu um impacto decisivo na historiografia e na imaginação popular.
Por outro lado, sua ascensão à categoria de ícone o tornou centro de narrativas superficiais, imprecisas, folclóricas, tendenciosas, distorcidas, controversas, sentimentais, ufanistas, ingênuas ou mal fundamentadas, chegando até a tonalidades místicas. Vinicius de Moraes disse que ele era um "santo humano"; Sérgio Cabral equiparou sua morte à de Cristo; Arnaldo Antunes disse que sua obra "não parece coisa feita por gente; parece o canto das coisas em si". Frequentemente é chamado de "São Pixinguinha".

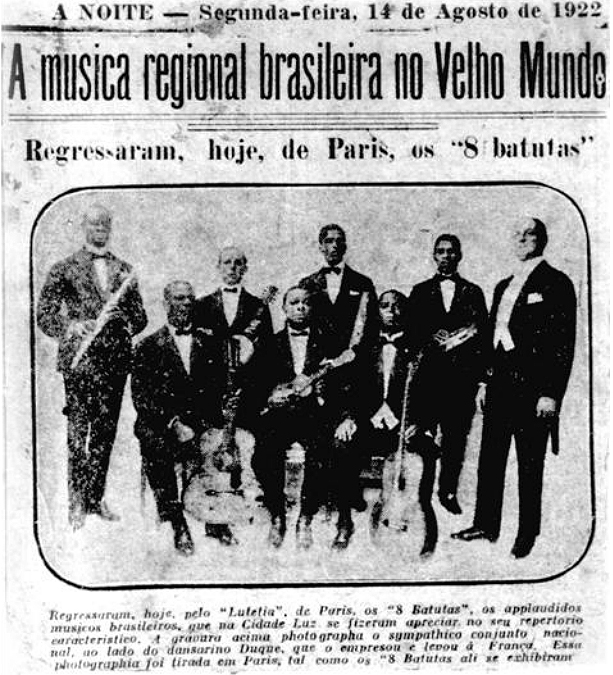
Publicidade da volta dos Batutas de Paris em 1922

Além disso, sua consagração não dependeu apenas de seu incontroverso mérito artístico, mas foi em parte impulsionada por interesses ideológicos ou mesmo mercadológicos. Na primeira parte de sua carreira, quando era interessante representar o Brasil como um país em processo de modernização, foi aclamado como um inovador, e depois, quando foi percebida a necessidade de defender a cultura nacional contra a influência estrangeira e consolidar uma memória tradicional, foi vinculado ao passado e eleito como símbolo máximo do que havia de mais autêntico na música brasileira. Brasílio Itiberê foi um exemplo da corrente tradicionalista purista, tipificando uma interpretação que começou a prevalecer nas décadas de 1940 e 1950, vendo nele "a floração máxima desse fenômeno da música urbana, da música popular carioca: uma cristalização de beleza pura, inteiramente impermeável às más influências, nacionais ou estrangeiras. Não se enquadrando no âmbito da música erudita, ele atinge momentos geniais de transcendência ou de transfiguração folclórica — com um vigor e uma marca inconfundível de autenticidade racial". Opiniões como essa descartavam por completo a influência do jazz em sua música, a despeito de ela ser tão evidente que depois da sua volta de Paris o músico recebeu várias censuras de críticos nacionalistas conservadores. O próprio Pixinguinha reconheceu essa influência, mas chegou a ser pressionado para negá-la e, segundo Lurian Lima, teve depoimentos adulterados para que se harmonizassem à ideologia da pureza nacionalista. Segundo Izomar Lacerda, "as discussões em torno do tema da influência apontam para o âmbito das disputas pelo monopólio de sentidos, onde entram em jogo, entre outras, as concepções de brasilidade e seus símbolos". Para complicar, mesmo parte bibliografia acadêmica não ficou imune a repetir estereótipos consagrados, sem se aprofundar no significado de conceitos essenciais para o debate, mas complexos e controversos, como nação e identidade, e com isso perdendo de vista aspectos fundamentais das condições em que sua obra foi construída ou da sua contribuição para a emergência de um "espírito nacional".

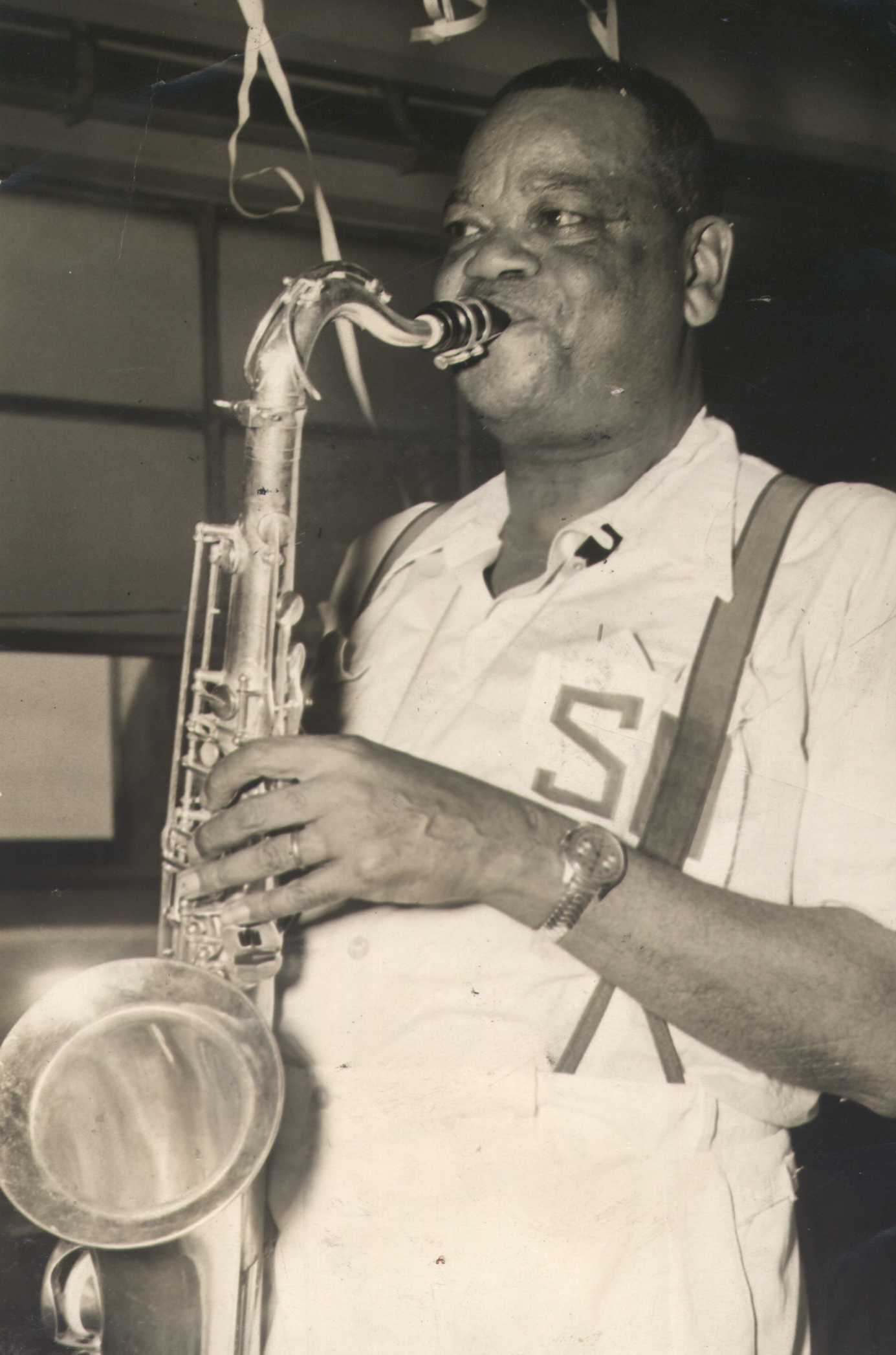
Pixinguinha em 1959

Adicionalmente, boa parte das narrativas escrutiniza os mais mínimos detalhes da sua vida, mas passa ao largo da sua condição de negro ou a aborda superficialmente, como se fosse pouco importante no contexto de um país marcado pelo racismo estrutural, concentrando-se na sua obra musical e nas suas qualidades pessoais de bondade e mansidão, enfatizando a sua famosa declaração de que nunca havia sentido discriminação racial, e reproduzindo o mito da democracia racial, mas omitindo o fato de que "não a sentira" porque sabia em quais espaços seria bem recebido, evitando outros em que certamente seria impedido de entrar, como Pixinguinha também declarou. Em determinados momentos, para legitimar sua posição, foi falsamente associado a figuras brancas prestigiadas que em nada contribuíram para seu sucesso nem tiveram qualquer papel em sua vida, como Villa-Lobos e Eleazar de Carvalho. Não apenas isso, seus excessos na bebida, no fumo e na boemia foram romantizados e neutralizados muito porque era negro, evitando associá-lo a outros negros que faziam as mesmas coisas e eram estigmatizados como perigosos, sublimando sua pessoa, como disseram Queiroz & Cesar, "em uma genialidade sem cor mil vezes exaltada". No entanto, Pixinguinha não debatia sua negritude e muito menos foi um ativista da causa negra, e os autores observam que esse silêncio, no contexto específico de sua trajetória, pode ser entendido como uma estratégia de sobrevivência, "para tentar burlar certos constrangimentos decorrentes do racismo presente na sociedade brasileira". O próprio choro, gênero em que tanto se destacou, passou por um processo de desafricanização e eruditização baseado na suposição de que havia se desenvolvido a partir de danças de salão europeias, assim como o samba, embora em menor grau, teve de ser um tanto branqueado para que pudesse ser alçado à categoria de música nacional por excelência, o que Felipe Siles de Castro chamou de "um projeto de 'civilização' ou 'desmacumbização' da cultura popular brasileira".
Na análise de Domingos Neto & Oliveira, "algumas noções como 'típico', 'autêntico', 'negro' e 'moderno' eram influenciadas por teóricos focados na busca das raízes do Brasil e no assentamento de projetos nacionais, além de serem incorporadas ou descartadas em função da receptividade do público e das demandas comerciais da indústria do entretenimento". Assinalaram ainda o paradoxo de Pixinguinha — tendo uma formação eminentemente urbana, absorvendo tradições populares diversificadas mas estando longe de ser verdadeiramente universal em relação ao vasto Brasil, distante dos arcaísmos comuns em muitas regiões interioranas, influenciado por correntes estrangeiras, sem contato com a música indígena, e sem grande conhecimento das várias escolas eruditas — chegar a ser incensado como "pai" da música brasileira, como aparece descrito até hoje em muitas páginas da internet, e esse fenômeno, segundo os pesquisadores, deve ser compreendido "como um artificio de imaginação para configurar uma ideia de nação na qual a negritude precisaria ser inserida". Eles concluem dizendo que "a atuação do músico permaneceu vinculada ao repertório do passado percebido como distante. Mas seu percurso foi o de um inovador genial, construído através da capacidade de dialogar permanentemente com os processos dinâmicos de configuração da identidade nacional. A trajetória de Pixinguinha é um exemplo patente de como a nacionalidade nasce e se consagra em estreita relação com a internacionalidade".

## Homenagens

Cartaz do filme Pixinguinha, Um Homem Carinhoso

No dia 23 de abril comemora-se o Dia Nacional do Choro. A data foi criada como homenagem ao que se acreditava ser a data de nascimento de Pixinguinha. Foi criada oficialmente em 4 de setembro de 2000, quando foi sancionada lei originada por iniciativa do bandolinista Hamilton de Holanda e seus alunos da Escola de Choro Raphael Rabello. Em novembro de 2016, entretanto, foi descoberto que a verdadeira data de nascimento do compositor é 4 de maio de 1897, e não 23 de abril, como se acreditava até então. Apesar disso, a data de comemoração do estilo musical criado pelo artista permaneceu inalterada.
Em 1956, ainda vivo, foi homenageado com o batismo da rua em que vivia com seu nome. Em 1958 recebeu prêmio de melhor arranjador do Correio da Manhã/Biblioteca Nacional. Em 1967 recebeu a Ordem do Comendador do Clube de Jazz e Bossa, e o diploma da Ordem do Mérito do Trabalho do governo federal. Foi homenageado pela escola de samba Portela, em 1974, com o enredo "O Mundo Melhor de Pixinguinha". Desde 1977 a Funarte mantém o Projeto Pixinguinha, voltado para o fomento da música brasileira, através da promoção de shows e gravações, levando também à formação de um acervo de memória com documentos, gravações, depoimentos, fotos, vídeos e filmes. Em 1997, celebrando seu centenário, uma estátua foi erguida na Travessa do Ouvidor diante do Bar Gouveia, que frequentava. Em 2007 foi homenageado com exposições. Em 2014 foi homenageado pela escola de samba Mocidade Unida da Mooca campeã do quarto grupo.
Em 2013, seu aniversário de 117 anos foi homenageado com um Google Doodle. Em 2016 ganhou outra estátua diante do Bar da Portuguesa, em Ramos. Foi feita da forma que passou os últimos anos de sua vida, feliz e de pijamas na mesa daquele bar. No mesmo ano o Carinhoso foi interpretado na cerimônia de encerramento dos Jogos Olímpicos do Rio. Em 2017 o Instituto Moreira Salles lançou um portal na internet, disponibilizando material sobre a vida e obra do compositor. Em 2021, o rapper Emicida lançou a canção São Pixinguinha em sua homenagem, através do projeto alemão de música Colors. No mesmo ano estreou o filme Pixinguinha, Um Homem Carinhoso, dirigido por Denise Saraceni. Danilo Ferreira interpreta Pixinguinha jovem e Seu Jorge o Pixinguinha adulto.
Em 2023, os 50 anos da sua morte foram marcados por ampla cobertura jornalística e várias homenagens, sendo louvado como um dos maiores nomes da música nacional, destacando-se o espetáculo Pixinguinha como Nunca, organizado pelo Theatro Municipal do Rio de Janeiro, trazendo ao público uma seleção das 50 obras inéditas que foram registradas em quatro discos. Ao longo dos anos recebeu muitas outras homenagens através de músicas compostas em seu tributo, exposições, peças teatrais, filmes e livros.